# Jāzeps Vītols
Jāzeps Vītols (ur. 26 lipca 1863 w Valmiera, zm. 24 kwietnia 1948 w Lubece)  – łotewski kompozytor, twórca narodowego stylu w łotewskiej muzyce artystycznej.

## Życiorys
Pochodził ze zgermanizowanej rodziny nauczycielskiej i początkowo używał zniemczonych form imienia i nazwiska – Joseph Wihtol. Absolwent Konserwatorium Petersburskiego (w klasie teorii Juliusa Johannsena i kompozycji Nikołaja Rimskiego-Korsakowa), a następnie jego wykładowca i profesor (do jego wychowanków należeli m.in. Nikołaj Miaskowski i Siergiej Prokofjew) .
Czterokrotny laureat Nagrody im. Michaiła Glinki. Świadomość narodową wraz ze znajomością rodzimego języka uzyskał w wieku dojrzałym pod wpływem udziału w ryskim festiwalu pieśni, organizowanym z okazji święta letniego przesilenia „Ligo” (prawykonania poświęconego mu poematu symfonicznego dokonała w Rydze w 1910 roku Orkiestra Filharmonii Warszawskiej pod dyrekcją Grzegorza Fitelberga).
Po odzyskaniu niepodległości organizator narodowej sceny operowej oraz szkolnictwa muzycznego. Był profesorem i rektorem Konserwatorium Łotewskiego w latach 1919-1944. Po wojnie osiadł na emigracji Niemczech. Jako pierwszy przyswoił muzyce łotewskiej klasyczne formy symfonii, kwartetu smyczkowego, sonaty i suity. Zasłynął jako autor licznych kompozycji chóralnych oraz kantat i ballad wokalno-instrumentalnych.
16 listopada 1926 otrzymał Order Trzech Gwiazd III klasy, a 17 stycznia 1927 odznaczono go  II klasą tego samego orderu. 16 listopada 1938 został odznaczony Krzyżem Uznania I klasy.

## Dzieła
- Poemat symfoniczny op. 4 „Ligo” (1889)
- Ballada op. 28 „Beverīnas dziedonis” (pol. Bajarz z Beverinas) (1900)
- Kantata op. 35 „Dziesma” (pol. Pieśń) (1908)
- Kantata op. 45 „Ziemelblāzma” (pol. Zorza północy) (1913)
- Suita orkiestrowa op. 66 „Dārgakmeņi” (pol. Klejnoty) (1924)